# Баньйос-де-Ріо-Тобія
Баньйос-де-Ріо-Тобія (ісп. Baños de Río Tobía) — муніципалітет в Іспанії, у складі автономної спільноти Ла-Ріоха. Населення — 1728 осіб (2009).
Муніципалітет розташований на відстані близько 230 км на північ від Мадрида, 29 км на південний захід від Логроньйо.

## Демографія
Динаміка населення (INE ):

## Галерея зображень

Розташування муніципалітету